# Colatura di Alici (di Cetara)

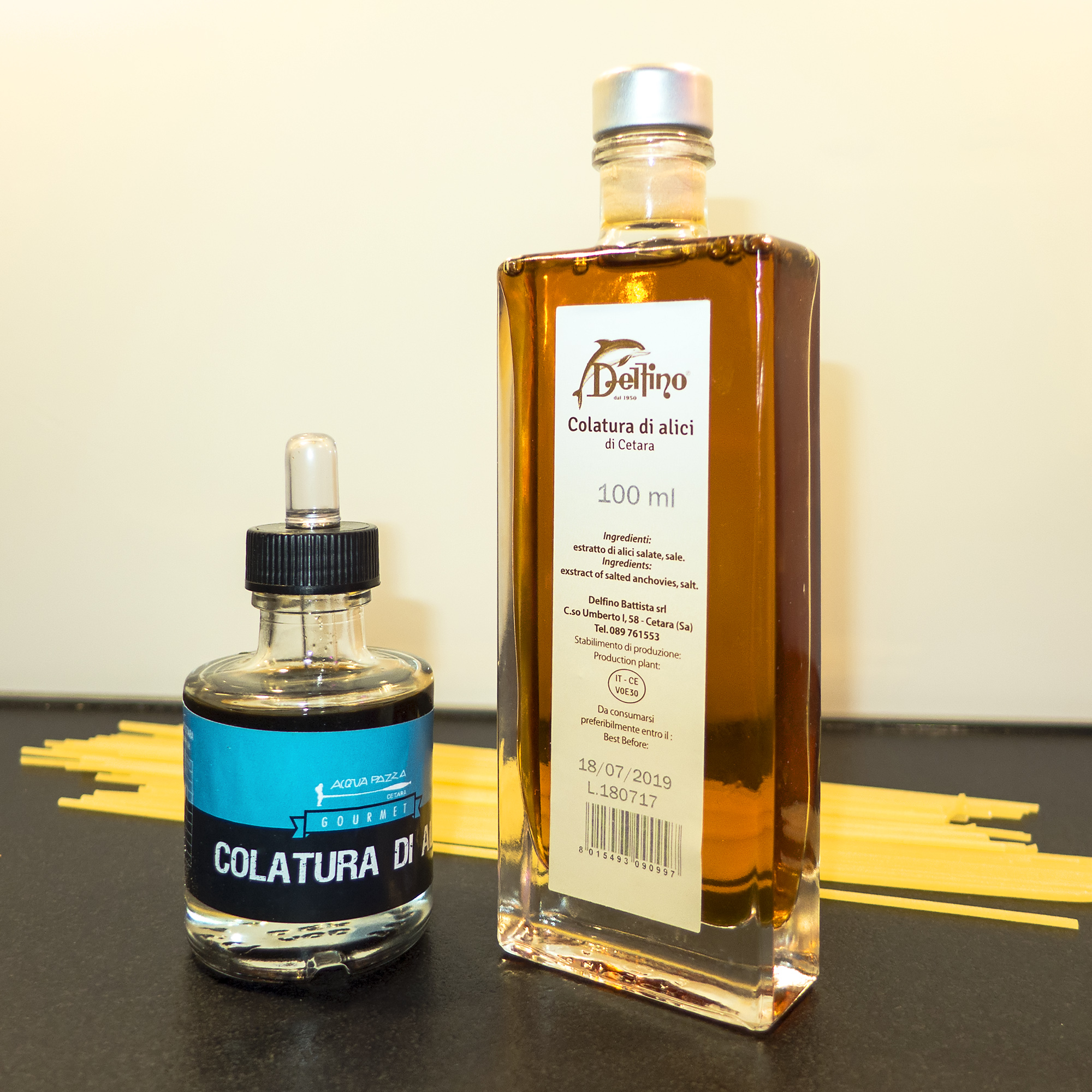
Zwei Sorten Colatura di alici

Die Colatura di Alici di Cetara ist eine italienische Würzsauce aus Salz und Sardellen und gehört zu den Fischsaucen. Sie stammt traditionell aus dem kleinen Fischerdorf Cetara an der Amalfiküste in der Region Kampanien. 
Die Colatura di Alici ist eine salzige, flüssige, klare, bernsteinfarbene Sauce, die als Produkt der traditionellen Konservierung und Reifung der Sardellen entsteht. Die Sardellen werden an der Amalfiküste zwischen dem Fest der Verkündigung des Herrn am 25. März und dem 22. Juli, dem Gedenktag der Heiligen Maria Magdalena, gefischt. 

## Geschichte
Der Ursprung dieses kulinarischen Produkts geht auf die antiken Römer zurück. In der Antike bereiteten sie eine der Colatura sehr ähnliche Würzsauce zu, die Garum oder Liquamen genannt wurde. Im Mittelalter wurde dieses Rezept von den an der Küste lebenden Mönchen wiederentdeckt, welche die Sardellen im August für den kommenden Winter konservierten. Seit 2020 ist Colatura di Alici di Cetara ein Produkt mit geschützter Ursprungsbezeichnung (DOP).

## Herstellung
Die frisch gefangenen Sardellen werden geputzt. Der Kopf wird abgetrennt und die Innereien werden entfernt. Dann kommen sie für 24 Stunden in Behälter mit viel Meersalz, damit sie an Wasser verlieren. Anschließend werden sie in Fässer aus Kastanien- oder Eichenholz, die sogenannten Terzigni, gegeben. Zwischen die Schichten von Fisch werden Schichten von Salz gestreut. Die Fässer werden mit einem Holzdeckel abgedeckt und mit einem Gewicht beschwert, damit die Sardellen gepresst werden. Durch die Pressung steigt eine Flüssigkeit auf, die die Grundlage der Colatura bildet. Die Flüssigkeit wird in großen Glasflaschen aufgefangen und direkt in die heiße Sonne gestellt. Durch die Verdunstung des Wassers wird die Sauce dickflüssiger und konzentrierter.
Nach ungefähr vier bis fünf Monaten, also zwischen Oktober und November, wird die gesammelte Flüssigkeit erneut in die Fässer mit den Sardellen geschüttet. Diese sickert langsam an den Sardellen vorbei, nimmt noch mehr Geschmack auf und sammelt sich am Boden der Fässer. Nun wird die Sauce durch ein Loch im Fass abgelassen, durch ein Leinentuch gefiltert und ist Anfang Dezember zum Verzehr bereit.
Ein typisches Gericht sind Spaghetti oder Linguine, denen nach dem Kochen Colatura hinzugefügt wird. Die Nudeln werden dabei ohne Salz gekocht, da die Colatura sehr salzig ist. In Cetara isst man die Colatura stets zu Weihnachten. Die Colatura wird auch zum Verfeinern von Gemüse- oder Fischgerichten verwendet.